# Madoka Harada
Madoka Harada (jap. 原田 窓香, Harada Madoka; * 15. Januar 1985 in Nagano) ist eine japanische Rennrodlerin.
Madoka Harada, Studentin aus Nagano, betreibt Rennrodeln seit 1995. Seit 2004 gehört sie zum japanischen Nationalkader. Ihr internationales Debüt gab sie bei den Rennrodel-Weltmeisterschaften 2004 in ihrer Heimatstadt, wo sie auf ihrer Heimbahn 21. wurde. Seit der folgenden Saison tritt Harada auch im Rennrodel-Weltcup an. Ihre bislang beste Platzierung erreichte sie als Elfte zum Auftakt der Saison 2007/08 in Lake Placid. Die Rennrodel-Weltmeisterschaften 2005 in Park City beendete die Japanerin als 20. im Einzel und als Achte mit dem Team. Größter Erfolg war bislang das Erreichen des 13. Platzes bei den Olympischen Winterspielen 2006 von Turin. Bei den Rennrodel-Weltmeisterschaften 2007 belegte Harada den 22. Rang im Einzelwettbewerb und wurde mit der Mannschaft erneut Achte.